# Distretto di Babadaýhan
Il distretto di Babadaýhan è un distretto del Turkmenistan situato nella provincia di Ahal.
Il capoluogo è Babadaýhan.